# トライアングル

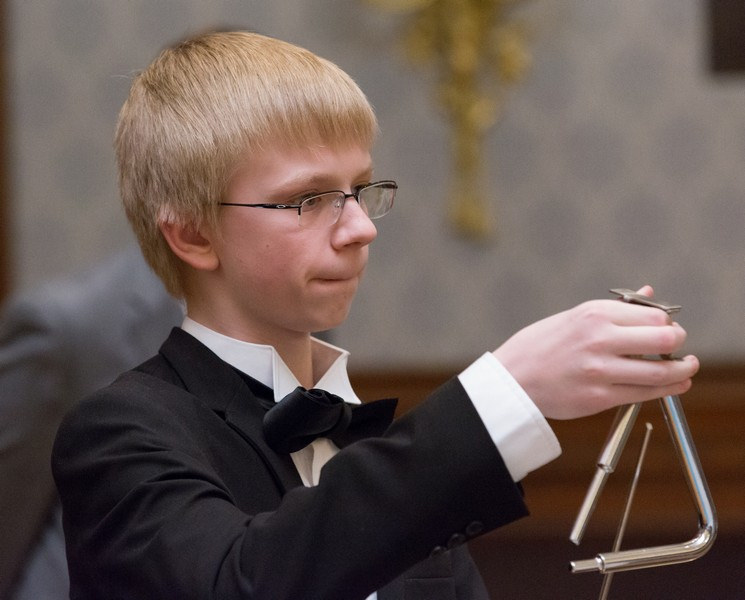
トライアングルの演奏風景
使用楽器は、アラン・エーベル。

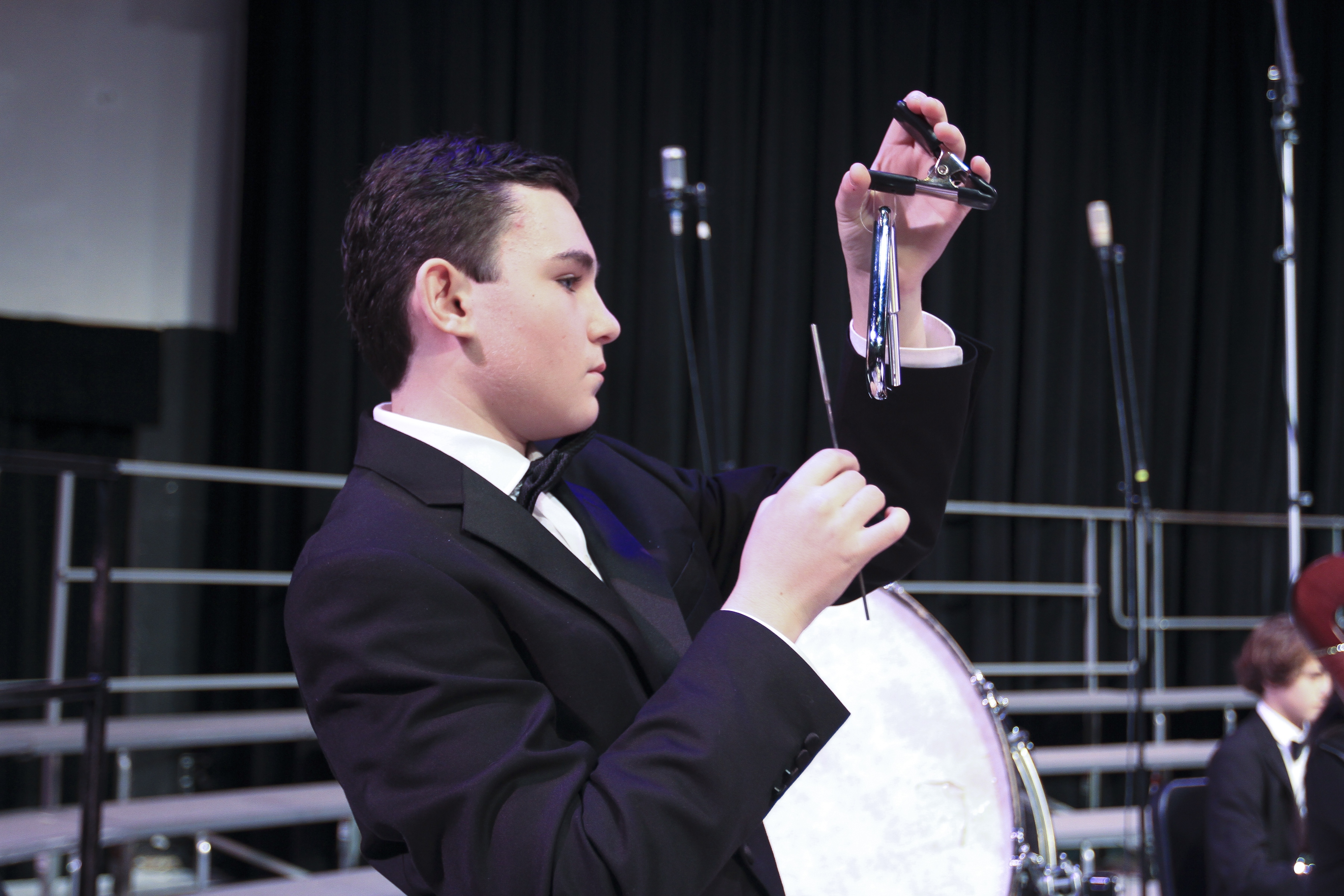
トライアングルの演奏風景

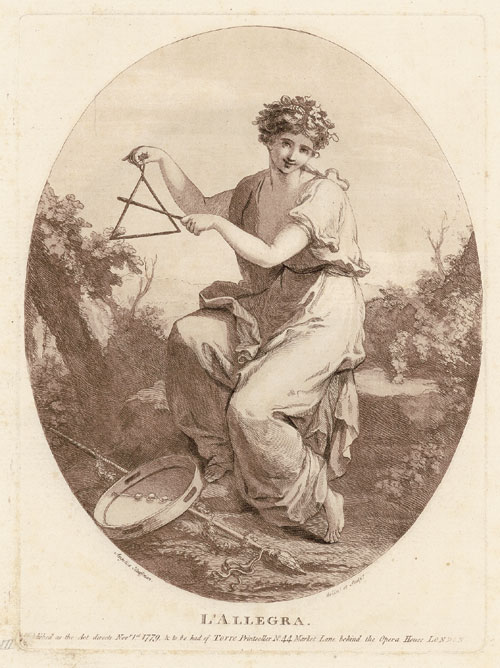
アンゲリカ・カウフマン: L'Allegra, 1779

トライアングル (triangle) は、体鳴楽器に分類される打楽器の一つである。

## 概要
トライアングルは、金属（一般には鋼鉄）の棒を、三角形に曲げた形状の楽器である。「トライアングル」とは英語で三角形のことで、その形状からこの名がついているが、形状問わずに同一の音色など表現が出来る楽器もトライアングルと呼ばれる。
現代のトライアングルは、通常、3つの角のうちの1つが、閉じられず、切れた状態である。ゆえに、トライアングルは2ヶ所の曲部を持った1本の棒であるといえる。一定の音律（ピッチ）を持たない。

## 演奏法
楽器が自由に振動できるように、開いていない角に紐あるいは金具を付けて吊し、金属の棒のばち（ビーター、トライアングルビーター）で打つ。専用スタンドに取り付けて演奏できるようにした製品もある。
特に軽音楽の分野では、指で楽器の一部に触れて振動を阻害し、音色を変化させることが行われる。また、打つ位置によっても、変化させることができる。
非常に簡単に誰でも大音量を出すことが出来、頑丈なので幼児教育など比較的若年用の楽器として採用されるが、音量のコントロールが難しいため合奏では注意が必要である。シンバルと同様に非常に小さな音から一打ちでオーケストラ全体をも制するほどの大きな音まで出すことができる表現力がある。
クラシック音楽で使用される楽器の中では非常に熟練を要する楽器である。音量をコントロールすることは困難であり、演奏が困難な複雑なリズムも要求される。
曲想や求められる音量などによって、大きさ（辺の長さや棒の直径）の異なる楽器、またはメーカーを使い分ける。非常に小さな音を出す時には、通常より軽いビーターが使われるなど、曲想や求められる音量などによってビーターも使い分ける。編み針、その他 木製のビーターを作曲家が要求することもある。

## 歴史
中世の絵画にすでにトライアングルが現れている。天使がトライアングルを演奏している絵画があり、トライアングルが礼拝に使用されたと見られている。古いトライアングルには、一般に底辺に輪を通してあった。また、三角形の一角が開いていない、完全な三角形のものもあった。現代のトライアングルは、正三角形の形状をしている製品が多く見受けられるが、初期のものは二等辺三角形であった。（現代の楽器も、必ずしも全てのメーカーが正三角形の形状ではない。）
西洋のクラシック音楽のオーケストラに使われるようになるのは、18世紀中頃である。ヴォルフガング・アマデウス・モーツァルト、ヨーゼフ・ハイドン、ルートヴィヒ・ヴァン・ベートーヴェンに使用例がある。トルコ軍楽隊の模倣として、トルコ行進曲の部分でバスドラムやシンバルとともに使用した。
フランツ・リストのピアノ協奏曲第1番の第三楽章では、トライアングルの独奏が見られるため、音楽評論家のハンスリックに『トライアングル協奏曲』などと揶揄された。

## 主なメーカー
- ヤマハ
- パール
- プレイウッド
- studio49
- グローバー
- ALAN ABEL
- 北山トライアングル

他